# Saturnino Esteban Collantes
Saturnino Esteban Miquel y Collantes (Madrid, 6 de septiembre de 1847 - Madrid, 1937) fue un periodista y político español, ministro de Instrucción Pública y Bellas Artes durante el reinado de Alfonso XIII. Ostentaba el título de conde de Esteban Collantes desde 1884.

## Biografía

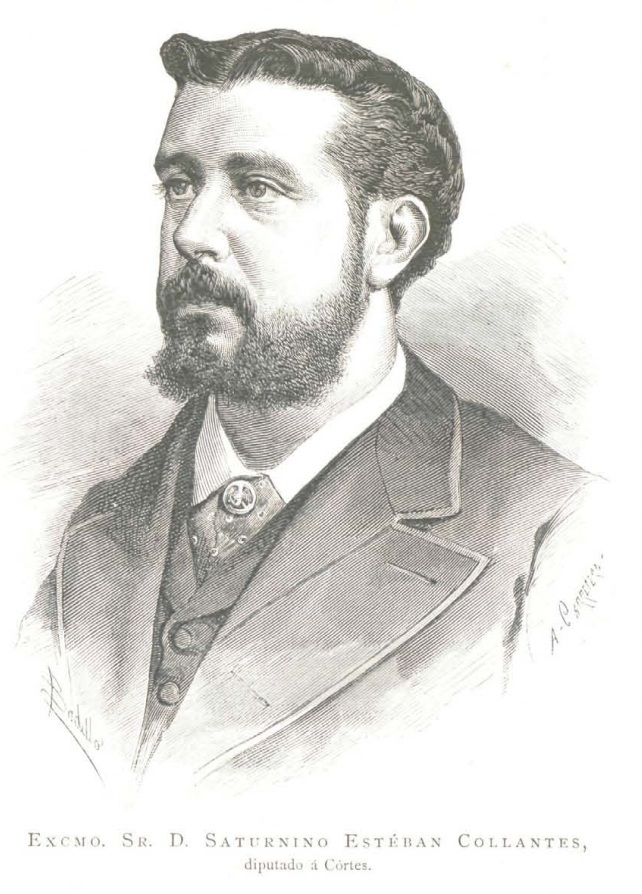
Retrato publicado en La Ilustración Española y Americana el 22 de enero de 1881.

Nacido el 6 de septiembre de 1847 en Madrid, era hijo de Agustín Esteban Collantes y de Manuela María Miquel Lucuy. Contrajo matrimonio en 1875 con María Sandoval y Krus, con quien tuvo dos hijas, Manuela (casada en 1916 con Jaime Quiroga Pardo Bazán) y María. Enviudó el 9 de noviembre de 1912.
Periodista alfonsino redactor en El Eco de España, llegó a ser apalizado en su juventud por la Partida de la porra de Felipe Ducazcal.
Inició su trayectoria como parlamentario como diputado por el distrito balear de Inca en las elecciones de 1876, siendo elegido entre 1879 y 1884 por los distritos palentinos de Saldaña (sucediendo en este distrito a su padre) y Palencia.

 En 1889 se convirtió en senador por Madrid, cargo que desempeñó hasta 1894, año en que fue nombrado senador vitalicio. Como senador, presentó en 1893 un proyecto de ley acerca de la enajenación de antigüedades artísticas.
Gentilhombre de cámara con ejercicio desde 1881, Alfonso XII le concedió el título de conde de Esteban Collantes en 1884.
Ejerció de ministro de Instrucción Pública y Bellas Artes entre el 4 de enero y el 25 de octubre de 1915 al sustituir a Gabino Bugallal —que estaba encargado de la cartera de forma interina—, en un gabinete presidido por Eduardo Dato.
Fue miembro de la Asamblea Nacional Consultiva durante la dictadura de Primo de Rivera entre 1927 y 1929.
Falleció en 1937 en Madrid.

## Reconocimientos
- Gran Cruz de la Real y Distinguida Orden de Carlos III (1919)[21]